# Gasteruption forticorne
Gasteruption forticorne is een vliesvleugelig insect uit de familie van de Gasteruptiidae. De wetenschappelijke naam van de soort is voor het eerst geldig gepubliceerd in 1892 door Semenov.